# Польский коник
Польский коник (коник) — польская порода некрупных лошадей. Считается, что польские коники испытали наибольшее влияние тарпана, истреблённого в XIX веке.

## История
В Польше в начале XX века существовала порода домашней рабочей лошади «коник», при выведении которой использовался тарпан. Эта порода по строению (фенотипу) была близка к тарпану. После исчезновения тарпана, в польской части Беловежской Пущи из особей, собранных по крестьянским хозяйствам (в которых в разное время оказались тарпаны и дали потомство), были искусственно восстановлены так называемые тарпановидные лошади, внешне выглядящие как тарпаны и адаптированные к условиям европейских лесостепей. Часть особей была выпущена на волю, впоследствии тарпановидные лошади были завезены и в белорусскую часть Беловежской Пущи. Некоторые экологические организации, например, Фонд Таурус или Европейская дикая природа, на основании экспертиз ДНК, опубликованных учёными в последние годы, указывают, что родственность коника с коренными дикими лошадьми Европы не следует преувеличивать.
Сейчас польские коники живут во многих зоопарках мира, а в конце 2011 года Всемирный фонд дикой природы (WWF) приступил к программе возвращения их в природу.

## Экстерьер
Польский коник — мышастой масти с чёрным ремнём на спине. Некоторые животные становятся зимой белыми. Высота лошади в холке — 125—135 см. У коника наблюдаются характерные черты первобытной лошади, и он напоминает тарпана.